# Mantova 1911 2017-2018

## Stagione

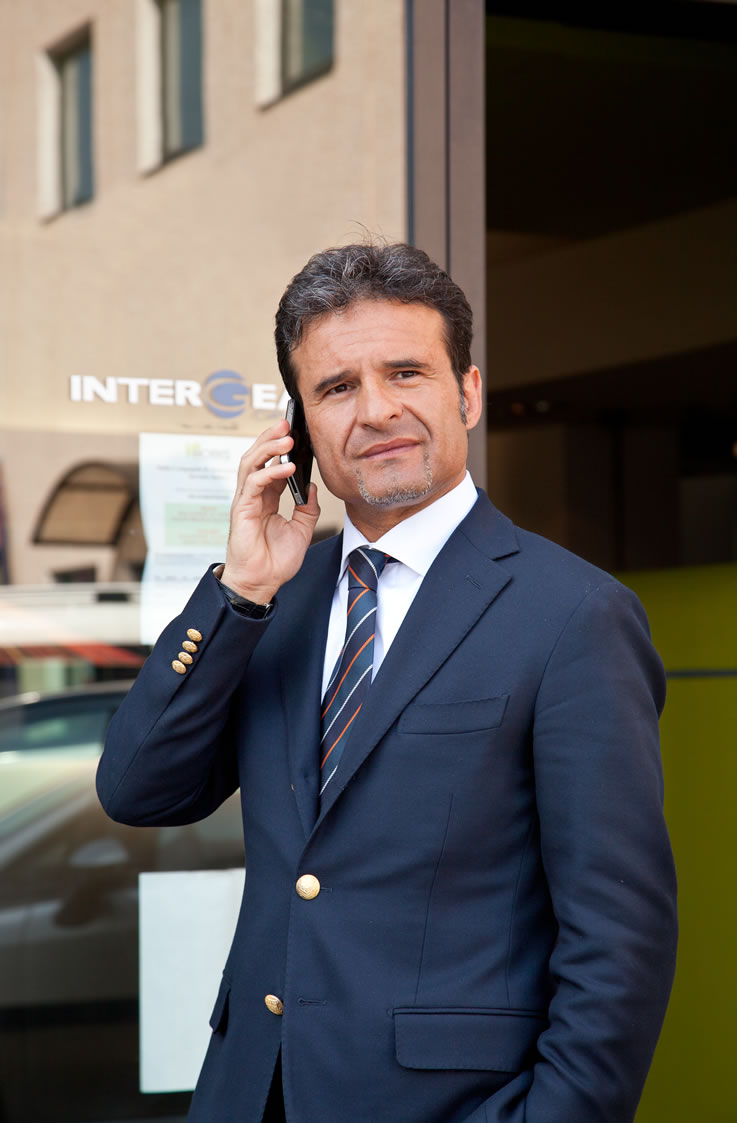
Alberto Di Tanno

Dopo la mancata iscrizione al campionato di Serie C 2017-2018 e il conseguente fallimento e svincolo dei giocatori in rosa (il quinto in tutta la storia biancorossa), il Mantova riparte dalla D con una cordata di imprenditori (dopo un bando eseguito dal sindaco Mattia Palazzi) facente capo al torinese Alberto Di Tanno (Presidente e azionista di maggioranza di Nobis Assicurazioni), il mantovano Antonio Ferrari e il commercialista, eletto presidente del CDA, Maurizio Bortolini. Nicola Penta è l'amministratore delegato e responsabile dell'area tecnica. Viene chiamato alla guida dei virgiliani, l'irpino Renato Cioffi che nella sua carriera ha allenato diverse squadre campane e la primavera dell'Avellino, alla sua prima esperienza al Nord.
La rosa dei lombardi è composta da molti ragazzi del '97-'98-'99-2000 come da regolamento della Serie D, provenienti dalle primavere di numerosi club di Serie A e B. Fanno eccezione Salvatore Ferraro e Lucas Correa, entrambi svincolati e acquistati rispettivamente da Pro Patria e Bisceglie.
Il pre-campionato si è svolto in due location: la prima a Cagli, nelle Marche a società appena nata; e la seconda a Toano sull'Appenino Reggiano dal 3 al 13 agosto. Il Mantova viene inserito nel girone C composto prevalentemente da formazioni venete e friulane, evitando quindi di giocare nel raggruppamento delle lombarde inserite nel girone B, tra cui il Rezzato degli ex-proprietari Musso e Di Loreto e della bandiera Gaetano Caridi,acquistato dalla formazione bresciana.
In questa stagione viene stipulato un accordo di massima con il Chievo per lo scambio di giocatori dal settore giovanile gialloblú alla società virgiliana in prestito, di fatto il Mantova diventa quindi una società satellite dei veneti.
A fine stagione Correa sarà il miglior marcatore della squadre con 10 reti, seguito da Suriano e Guazzo con 6, Carrasco con 5 e Felici con 3.

## Divise e sponsor
Lo sponsor tecnico per la stagione 2017-2018 è Givova.
Lo sponsor ufficiale rimane la Datacol (fino al 15 ottobre) azienda veronese di San Bonifacio leader nella commercializzazione di sistemi di fissaggio e prodotti specifici per l'utilizzo professionale nel settore dell'autotrazione guidata dal padre del team manager Alberto Mascotto. Nelle prime tre giornate di campionato sulle maglie biancorosse comparve come sponsor ufficiale la Visitel, azienda telefonica di Viadana.
Successivamente la dirigenza biancorossa introduce sulle maglie alcuni degli sponsor scelti inizialmente dalla cordata di Di Tanno: la Edilmax Costruzioni di Asola e la Nobis Assicurazioni di Borgaro Torinese dove lo stesso Di Tanno è amministratore e già co-sponsor del Chievo.
Nella gara del 3 dicembre 2017 contro l'Union Feltre compare sulle maglie la concessionaria Opel di Porto Mantovano.

## Organigramma societario
Area direttiva
- Presidente: Maurizio Bortolini
- Vice-presidente:Antonio Ferrari
- Amministratore delegato e direttore generale: Nicola Penta

Area organizzativa
- Segretario generale: Laura Vaccari
- Team manager: Stefano Buffagni
- Consulente di mercato: Michele Cossato

Area marketing
- Responsabile marketing: Gianluca Pecchini, Lara Tassini

Area comunicazione
- Portavoce e addetto stampa:  Marco Giovannini
- Addetto arbitro: Alberto Mascotto

Area tecnica
- Direttore sportivo: Rino D'Agnelli
- Segretario sportivo: Claudio Naldi
- Allenatore: Renato Cioffi
- Allenatore in seconda: Maurizio Galli
- Collaboratore tecnico: Stefano Zarattoni
- Preparatore/i atletico/i: Marcello Gamberini
- Preparatore dei portieri: Mirko Bellodi, da dicembre Pasquale Visconti

Area sanitaria
- Medici sociali: Dott. Enrico Ballardini
- Fisioterapista: Marcello Croci

## Rosa
| N. |                     | Ruolo | Calciatore          |
| -- | ------------------- | ----- | ------------------- |
| 1  | Italia (bandiera)   | P     | Raoul Lombardo      |
| 1  | Italia (bandiera)   | P     | Matteo Salsano      |
| 2  | Italia (bandiera)   | D     | Salvatore Ferraro   |
| 3  | Italia (bandiera)   | D     | Francesco Dragone   |
| 4  | Italia (bandiera)   | C     | Filippo Bandinini   |
| 5  | Italia (bandiera)   | D     | Giovanni Conti      |
| 6  | Italia (bandiera)   | C     | Giuseppe Palma      |
| 7  | Italia (bandiera)   | A     | Domenico Suriano    |
| 8  | Italia (bandiera)   | D     | Mirko Moi           |
| 9  | Croazia (bandiera)  | A     | Gabriel Debeljuh    |
| 10 | Italia (bandiera)   | A     | Roberto Felici      |
| 12 | Lettonia (bandiera) | P     | Vladislav Lazarevs  |
| 13 | Italia (bandiera)   | C     | Nicholas Santoni    |
| 15 | Italia (bandiera)   | A     | David Gabrieli      |
| 18 | Italia (bandiera)   | C     | Mattia Franchini    |
| 19 | Nigeria (bandiera)  | D     | Endurance Omohonria |
| 21 | Italia (bandiera)   | D     | Tommaso Di Prima    |
| 17 | Italia (bandiera)   | A     | Matteo Guazzo       |

| N. |                      | Ruolo | Calciatore               |
| -- | -------------------- | ----- | ------------------------ |
| 22 | Italia (bandiera)    | P     | Patrick Sternieri        |
| 24 | Panama (bandiera)    | C     | Luis Angel Carrasco      |
| 27 | Italia (bandiera)    | A     | Luca Pernigotti          |
| 34 | Italia (bandiera)    | C     | Lorenzo Riccò            |
| 85 | Italia (bandiera)    | D     | Pietro Cascone           |
| 86 | Italia (bandiera)    | D     | Renato Ricci             |
| 90 | Italia (bandiera)    | A     | David Speziale           |
| 99 | Italia (bandiera)    | C     | Tommaso Saccavino        |
| 23 | Argentina (bandiera) | C     | Lucas Correa (capitano)  |
| 16 | Guinea (bandiera)    | D     | Youssouf Camara          |
| 14 | Italia (bandiera)    | D     | Simone Aldrovandi        |
| 28 | Italia (bandiera)    | C     | Silvano Raggio Garibaldi |
| 26 | Italia (bandiera)    | A     | Vincenzo Barone          |
| 44 | Italia (bandiera)    | D     | Andrea Bertozzini        |
| 20 | Italia (bandiera)    | D     | Nicola Aldrovandi        |
| 11 | Italia (bandiera)    | A     | Simone Saporetti         |
| 29 | Croazia (bandiera)   | D     | Davide Jozic             |
| 40 | Italia (bandiera)    | A     | Davide Arabia            |

## Risultati

### Serie D

#### Girone d'andata
| Arbitro: | Massimiliano Lombardelli (Torino) |

|             |           |                     |
| Suriano 25’ | Marcatori | Rossi 27’ Danti 88’ |

| Arbitro: | Flavio Braghini (Bolzano) |

|                       |           |  |
| Dukic 50’ Busetto 92’ | Marcatori |  |

| Arbitro: | Marco Cecchin (Bassano del Grappa) |

|                   |           |                         |
| Felici 29’ (rig.) | Marcatori | 38’ Barbon 55’ Munarini |

| Arbitro: | Daniele Cannata (Faenza) |

|               |           |                      |
| Corbanese 92’ | Marcatori | 17’ Correa 50’ Riccò |

| Arbitro: | Valerio Gioviani (Termoli) |

|                           |           |  |
| Speziale 20’ Carrasco 31’ | Marcatori |  |

| Arbitro: | Filippo Giaccaglia (Jesi) |

|             |           |                                                  |
| Gattoni 54’ | Marcatori | 32’, 40’ Carrasco 45’ (rig.) Suriano 74’ Santoni |

| Arbitro: | Paolo Armando Mulas (Sassari) |

|  |           |             |
|  | Marcatori | 41’ Ferrari |

| Arbitro: | Mario Saia (Palermo) |

|                |           |                                             |
| Casagrande 87’ | Marcatori | 11’ (rig.), 74’ Felici 37’ Correa 43’ Riccò |

| Arbitro: | Simone Picchi (Lucca) |

|                                                  |           |                         |
| Suriano 5’ Baldinini 44’ Carrasco 71’ Correa 91’ | Marcatori | 29’ Casella 48’ Florean |

| Arbitro: | Giuseppe Repace (Perugia) |

|              |           |                      |
| Debeljuh 57’ | Marcatori | 41’ (rig.) Maldonado |

| Arbitro: | Francesco Lipizer (Verona) |

|            |           |                         |
| Maccan 47’ | Marcatori | 14’ Debeljuh 65’ Correa |

| Arbitro: | Emanuele Frascaro (Firenze) |

|            |           |  |
| Correa 76’ | Marcatori |  |

| Arbitro: | Michele Giordano (Novara) |

|                                                        |           |                                 |
| Aliú 44’ Michelotto 47’ Caporali 56’ Kabine 88’ (rig.) | Marcatori | 39’ Carrasco 72’ (rig.) Suriano |

| Arbitro: | Jacopo Pascariello (Lecce) |

|                         |           |              |
| Speziale 70’ Correa 79’ | Marcatori | 74’ Marangon |

| Arbitro: | Alessio Angelo Boscarino (Siracusa) |

|                        |           |                                         |
| Madiotto 41’, 79’, 88’ | Marcatori | 10’ Franchini 54’ Aldrovandi 70’ Correa |

| Mantova 10 dicembre 2017, ore 14.30 16ª giornata | Mantova                | 0 – 0 referto | Ambrosiana | Stadio Danilo Martelli\| Arbitro: \| William Villa (Rimini) \| |
| Arbitro:                                         | William Villa (Rimini) |               |            |                                                                |

| Arbitro: | Davide Di Marco (Ciampino) |

|  |           |                        |
|  | Marcatori | 37’ Correa 64’ Suriano |

#### Girone di ritorno
| Arbitro: | Antonino Costanza (Agrigento) |

|                         |           |                               |
| Danti 25’ 58’ Grbac 82’ | Marcatori | 68’ Suriano 84’ (rig.) Guazzo |

| Arbitro: | Michele Delrio (Reggio Emilia) |

|                    |           |                 |
| Barone 16’ Moi 78’ | Marcatori | 53’, 69’ Amodeo |

| Arbitro: | Valentina Finzi (Foligno) |

|            |           |                         |
| Tonizzo 8’ | Marcatori | 37’ Guazzo 72’ Carrasco |

| Arbitro: | Antonio Acampora (Ercolano) |

|                                  |           |            |
| Guazzo 17’ Correa 66’ Barone 90’ | Marcatori | 37’ Petdji |

| Arbitro: | Filippo Prior (Ivrea) |

|  |           |                                         |
|  | Marcatori | 3’, 15’ Bertozzini 60’ Correa 64’ Palma |

| Arbitro: | Giacomo Casalini (Pontedera) |

|  |           |            |
|  | Marcatori | 63’ Vuthaj |

| Legnago 18 febbraio 2018, ore 14.30 24ª giornata | Legnago                   | 0 – 0 referto | Mantova | Stadio Mario Sandrini\| Arbitro: \| Ferrieri Caputi (Livorno) \| |
| Arbitro:                                         | Ferrieri Caputi (Livorno) |               |         |                                                                  |

| Arbitro: | Valerio Crezzini (Siena) |

|                            |           |              |
| Debeljuh 20’ Franchini 63’ | Marcatori | 4’ Baldrocco |

| Arbitro: | Emaneule Braccacini (Macerata) |

|  |           |             |
|  | Marcatori | 77’ Suriano |

| Arbitro: | Matteo Centi (Viterbo) |

|                         |           |                |
| Forte 52’ Maldonado 94’ | Marcatori | 24’ Bertozzini |

| Arbitro: | Matteo Dalla piccola (Trento) |

|                |           |  |
| Bertozzini 22’ | Marcatori |  |

| Este 29 marzo 2018, ore 15.00 29ª giornata | Este                      | 0 – 0 referto | Mantova | Stadio comunale\| Arbitro: \| Carina Vitulano (Firenze) \| |
| Arbitro:                                   | Carina Vitulano (Firenze) |               |         |                                                            |

| Mantova 8 aprile 2018, ore 15.00 30ª giornata | Mantova              | 0 – 0 referto | Campodarsego | Stadio Danilo Martelli\| Arbitro: \| Mario Saia (Palermo) \| |
| Arbitro:                                      | Mario Saia (Palermo) |               |              |                                                              |

| Adria 15 aprile 2018, ore 15.00 31ª giornata | Adriese                | 0 – 0 referto | Mantova | Stadio Luigi Bettinazzi\| Arbitro: \| Mattia Ubaldi (Roma 1) \| |
| Arbitro:                                     | Mattia Ubaldi (Roma 1) |               |         |                                                                 |

| Arbitro: | Federico Gobbato (Basso Friuli) |

|            |           |  |
| Guazzo 83’ | Marcatori |  |

| Arbitro: | Simone Taricone (Perugia) |

|           |           |                                                                      |
| Testi 88’ | Marcatori | 6’ (aut.) Zoppi 16’, 22’ Barone 28’ (rig.), 42’ Guazzo 70’ Franchini |

| Mantova 6 maggio 2018, ore 15.00 34ª giornata | Mantova               | 0 – 0 referto | Clodiense | Stadio Danilo Martelli\| Arbitro: \| Simone Picchi (Lucca) \| |
| Arbitro:                                      | Simone Picchi (Lucca) |               |           |                                                               |

#### Play-off
| Arbitro: | Alessandro Di Graci (Como) |

|                                                               |           |                        |
| Raimondi 4’ Casagrande 61’ (rig.) Valenti 67’, 71’ Odogwu 74’ | Marcatori | 7’ Guazzo 86’ Debeljuh |

### Coppa Italia Serie D
| Arbitro: | Baldelli (Reggio Emilia) |

|                         |           |              |
| Felici 37’ Debeljuh 68’ | Marcatori | 56’ Orsolini |

| Arbitro: | Boldini (Verona) |

|                                                                           |                       |                                                                          |
| Ricci 46’ (aut.) Calmi 57’                                                | Marcatori             | 32’ Felici 53’ Baldinini                                                 |
| Gritti Torraca Ondei Capelli Piantoni Caon Romeo Pribetti Ferrario Ronchi | Tiri di rigore 9 – 10 | Ventola Speziale Baldinini Ricci Moi Riccò Rigon Ferraro Conti Saccavino |

| Arbitro: | Alessio Angelo Boscarino (Siracusa) |

|                             |           |  |
| Rolando 63’ Battistello 76’ | Marcatori |  |